# Ai Takano
Motonari Takano (jap. 高野元成 Takano Motonari) bardziej znany jako Ai Takano (jap. アイ高野 Ai Takano;  ur. 12 stycznia 1951, zm. 1 kwietnia 2006) – japoński piosenkarz, pieśniarz oraz dobosz.

## Dyskografia

### Single
- Sukisa Sukisa Sukisa (jap. 好きさ好きさ好きさ) (1967) – The Carnabeats
- Lonley Heart' (jap. ロンリー・ハート) (1981) – Creation
- Soyo kaze no Ballade (jap. そよ風のバラード) – Kreditasi sebagai Ai Takano
- Ginga Shippuu Sasuraiger' (jap.  銀河疾風サスライガー) (1983, opening "Sasuraiger") – Kreditasi sebagai MOTCHIN
- Long Goodnight (jap. ロング・グッナイ) (1983, "Sasuraiger") – Kreditasi sebagai MOTCHIN
- Pettonton (jap. ペットントン) (1983, opening "Pettonton")
- Koisuru kimochi wa donut no naka (jap.  恋する気持ちはドーナツの中) (1984, ending "Starzan")
- Ore ga seigi da! Juspion (jap. おれが正義だ!ジャスピオン) / Space Wolf Juspion (jap.  銀河狼ジャスピオン) (1985, "Kyojū Tokusō Juspion")

## Filmografia
- Circle K (jap. サークルK) „Chibita no oden uta” (1993)